# Aster uchiyamai
Aster uchiyamai là một loài thực vật có hoa trong họ Cúc. Loài này được Nakai mô tả khoa học đầu tiên năm 1941.